# Bonnemaisonia
Asparagopsis, taksonomski priznati rod crvenih algi (Rhodophyta) iz porodice Bonnemaisoniaceae, dio reda Bonnemaisoniales. Postoji osam priznatih vrsta, sve su morske.

## Vrste
1. Bonnemaisonia asparagoides (Woodward) C.Agardh - tip
2. Bonnemaisonia australis Levring
3. Bonnemaisonia californica Buffham
4. Bonnemaisonia clavata Hamel
5. Bonnemaisonia geniculata N.L.Gardner
6. Bonnemaisonia hamifera Hariot
7. Bonnemaisonia nootkana (Esper) P.C.Silva
8. Bonnemaisonia spinescens Womersley